# Ossip Bernstein
Ossip Samoilovitx Bernstein (20 de setembre de 1882 – 30 de novembre de 1962), fou un Gran Mestre d'escacs i advocat financer jueu, nascut a Jitòmir, (llavors Imperi Rus, actualment Ucraïna).

## Biografia
Ossip Bernstein, que havia nascut al si d'una família d'ascendència jueva, va créixer emmig d'una creixent atmosfera antisemita a la Rússia pre-revolucionària. Va estudiar a l'estranger, obtingué un doctorat en lleis a Heidelberg el 1906, i va esdevenir un brillant advocat de finances.
Bernstein fou un home de negocis de gran èxit. Va guanyar una fortuna considerable, la qual va perdre a conseqüència de la Revolució d'Octubre de 1917, en va guanyar una altra que perdé a conseqüència de la Gran depressió, i encara una tercera, que perdé quan França fou envaïda per l'Alemanya nazi el 1940. Bernstein, que ja era un exiliat a París, hagué d'exiliar-se novament cap a Espanya, forçat pels nazis, i a causa del seu origen jueu.
Després de la I Guerra Mundial, la Revolució bolxevic, i durant la Guerra Civil Russa el 1918, va voler viatjar a França. El 1918 fou arrestat a Odessa per la Txekà (la policia secreta bolxevic), i condemnat a ser executat de forma immediata per un escamot d'execució, pel fet de ser un conseller legal dels banquers. Mentre l'escamot d'execució es preparava, un oficial va demanar veure la llista de noms dels presoners, hi va veure el nom de Bernstein, i li va preguntar si era el famós mestre d'escacs. No satisfet amb la simple resposta afirmativa, li va proposar de jugar una partida. En cas que Bernstein perdés o fes taules, moriria. Bernstein va guanyar fàcilment, i va poder escapar en un vaixell britànic, i establir-se posteriorment a Paris.
Bernstein es va retirar el 1961 a viure al petit poble de Sent Arroman, als Pirineus, i morí en un sanatori el 1962.

## Resultats destacats en competició

### Període 1900 – I Guerra Mundial
El juny del 1902, Bernstein va guanyar a Berlin. El juliol-agost del 1902, fou 2n, rere Walter John, a Hannover (13è Congrés de la DSB, Hauptturnier A). El 1902/03, guanyà a Berlin. El setembre de 1903, fou 2n, rere Mikhaïl Txigorin, al Torneig de Kiev 1903 (3r Torneig d'escacs de totes les Rússies). El 1903/04, empatà als llocs 2n-3r amb Rudolf Spielmann, rere Horatio Caro, a Berlin. El juliol–agost de 1904, empatà als llocs 4t-5è a Coburg (14è Congrés de la DSB). L'agost de 1905, empatà als llocs 4t-5è a l'important torneig de Barmen (Masters A). El 1906, empatà al primer lloc amb Carl Schlechter a Estocolm. Posteriorment el mateix any empatà als llocs 4t-6è a Ostende. El 1907, empatà al primer lloc amb Akiba Rubinstein a Oostende (Masters A). El 1909, fou 5è a Sant Petersburg. El 1911, guanyà el Campionat de Moscou. El febrer-març de 1911, empatà als llocs 8è-9è al Torneig Internacional de Sant Sebastià (el campió fou Capablanca).
El 1912, fou 2n, rere Rubinstein, a Vilnius (Campionat de Totes les Rússies). El gener de 1914, va perdre un mini-matx d'exhibició contra José Raúl Capablanca a Moscou (+ 0 – 1 = 1). L'abril-maig del mateix any, empatà als llocs 6è-7è amb Rubinstein al Torneig de Sant Petersburg (Preliminar).

### Període d'entreguerres

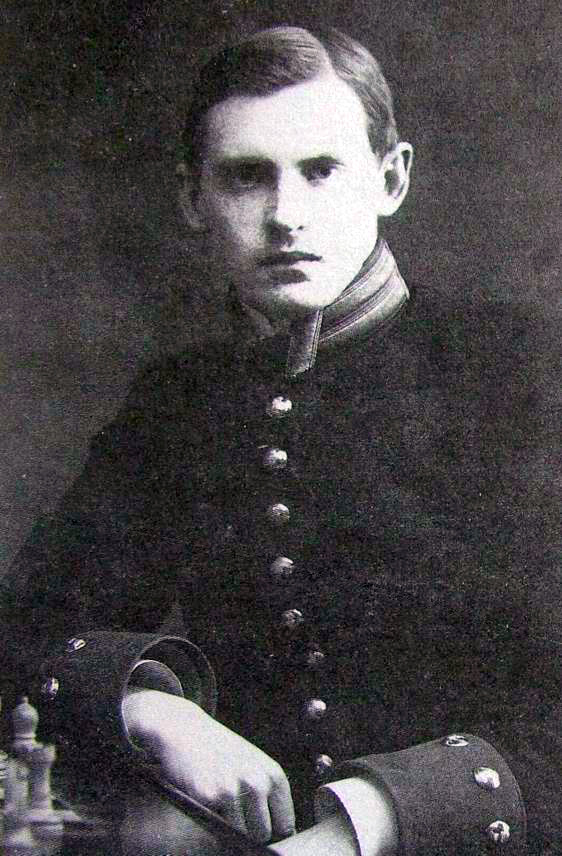
El quart Campió del Món, Aleksandr Alekhin, la bèstia negra de Bernstein

El 1922, va perdre un mini-matx contra Aleksandr Alekhin a París (+ 0 – 1 = 1). El 1930, fou 2n, rere Hans Johner, a Le Pont. El juliol de 1932, empatà als llocs 5è-6è amb Iefim Bogoliúbov a Berna. El mateix any, va batre Oskar Naegeli (+ 3 – 1 = 0) a Zuric. El 1933, empatà un matx d'entrenament contra el Campió del món regnant Aleksandr Alekhin a París (+ 1 – 1 = 2). El 1934, empatà als llocs 6è-7è amb Aron Nimzowitsch a Zuric (el guanyador fou Alekhin). El 1938, empatà un matx amb Oldřich Duras a Praga (+ 1 – 1 = 1).

### II Guerra Mundial
Durant la II Guerra Mundial, va jugar matxs amistosos amb Alekhin i d'altres jugadors a Paris, la primavera del 1940. S'hagué de traslladar a Espanya després de la capitulació de França (Batalla de França) l'estiu de 1940. Als Pirineus, ell i la seva família van haver de caminar de nit pels camins de muntanya, i amagar-se en coves per evitar els alemanys. Després de dues nits, van aconseguir arribar a Espanya, però Bernstein va tenir un atac de cor i quedà inconscient. Les autoritats espanyoles varen arrestar la família, i els traslladaren a presons separades, tot i que posteriorment, la intervenció d'alguns amics influents va aconseguir que se li permetés romandre al país. Va retornar a Paris el 1945.

### Competicions després de la II Guerra Mundial (1946 – 1956)
Després de la II Guerra Mundial, Bernstein tornà a jugar escacs de competició. El 1946, fou 2n, rere Herman Steiner, a Londres. El mateix any, empatà als llocs 15è-16è a Groningen. El juny del 46, guanyà la seva partida individual contra Lajos Steiner dins el matx Austràlia vs França, a Austràlia. El desembre de 1948, entaulà contra Reuben Fine en el matx per cable New York vs París. El 1951 empatà al segon lloc al torneig de Madrid, amb Herman Pilnik i Herman Steiner (el campió fou Lodewijk Prins). L'abril de 1954, va perdre les dues partides contra David Bronstein en el matx França vs Unió Soviètica a París. El mateix any, empatà als llocs 2n-3r amb Miguel Najdorf, rere René Letelier, a Montevideo, i guanyà el premi de bellesa per la seva partida contra Najdorf (en un torneig on hi participava amb 72 anys).

## Participació en Olimpíades
Bernstein va representar França al primer tauler, a la XI Olimpíada d'escacs a Amsterdam 1954 (+ 5 – 5 = 5). Tot i la correcta actuació de Bernstein, l'equip francès acabà en 21a posició absoluta (de 26 participants). Fou també membre de l'equip francès a la XII Olimpíada d'escacs a Moscou 1956, però no va poder jugar-hi a causa d'una malaltia. En aquesta Olimpíada, l'equip francès acabà 21è (de 34 equips).

## Títol de Gran Mestre i resultats particulars contra els millors jugadors mundials
Quan la FIDE va establir els títols de manera oficial, el 1950, Bernstein fou un dels 27 jugadors que varen ser guardonats amb el títol de Gran Mestre, mercès entre d'altres aspectes, a què havia mantingut un marcador anivellat al llarg de tota la vida contra els millors jugadors del món, com el segon Campió del Món Emanuel Lasker (+ 2 – 2 = 1), Akiba Rubinstein (+ 1 – 1 = 7), Aron Nimzowitsch (+ 1 – 2 = 4), Mikhaïl Txigorin (+ 2 – 1 = 0) o Salo Flohr (+ 0 – 0 = 3). És cert, però, que va tenir uns resultats molt pitjors contra el tercer Campió del Món José Raúl Capablanca (+ 0 - 3 = 1), i contra el quart Campió del Món, Aleksandr Alekhin, (+ 1 – 8 = 5).

## Partides destacades
- Ossip Bernstein vs Jacques Mieses, Coburg 1904, siciliana, variant Taimanov, B45, 1-0
- Ossip Bernstein vs Emanuel Lasker, Sant Petersburg (prel) 1914, Ruy López, C66, 1-0
- Savielly Tartakower vs Ossip Bernstein, París 1937, defensa Philidor, C41, 0-1
- Ossip Bernstein vs Miguel Najdorf, Montevideo 1954, índia antiga, Línia principal, A55, 1-0 Premi de Bellesa